# Chonopeltis liversedgi
Chonopeltis liversedgi is een visluizensoort uit de familie van de Argulidae. De wetenschappelijke naam van de soort is voor het eerst geldig gepubliceerd in 1999 door Van As & Van As.